# Église de Luther à Helsinki
Pour les articles homonymes, voir Église de Luther.
 (février 2024).
L'église de Luther (en finnois : Luther-kirkko) est une église située à Helsinki en Finlande. 

## Galerie

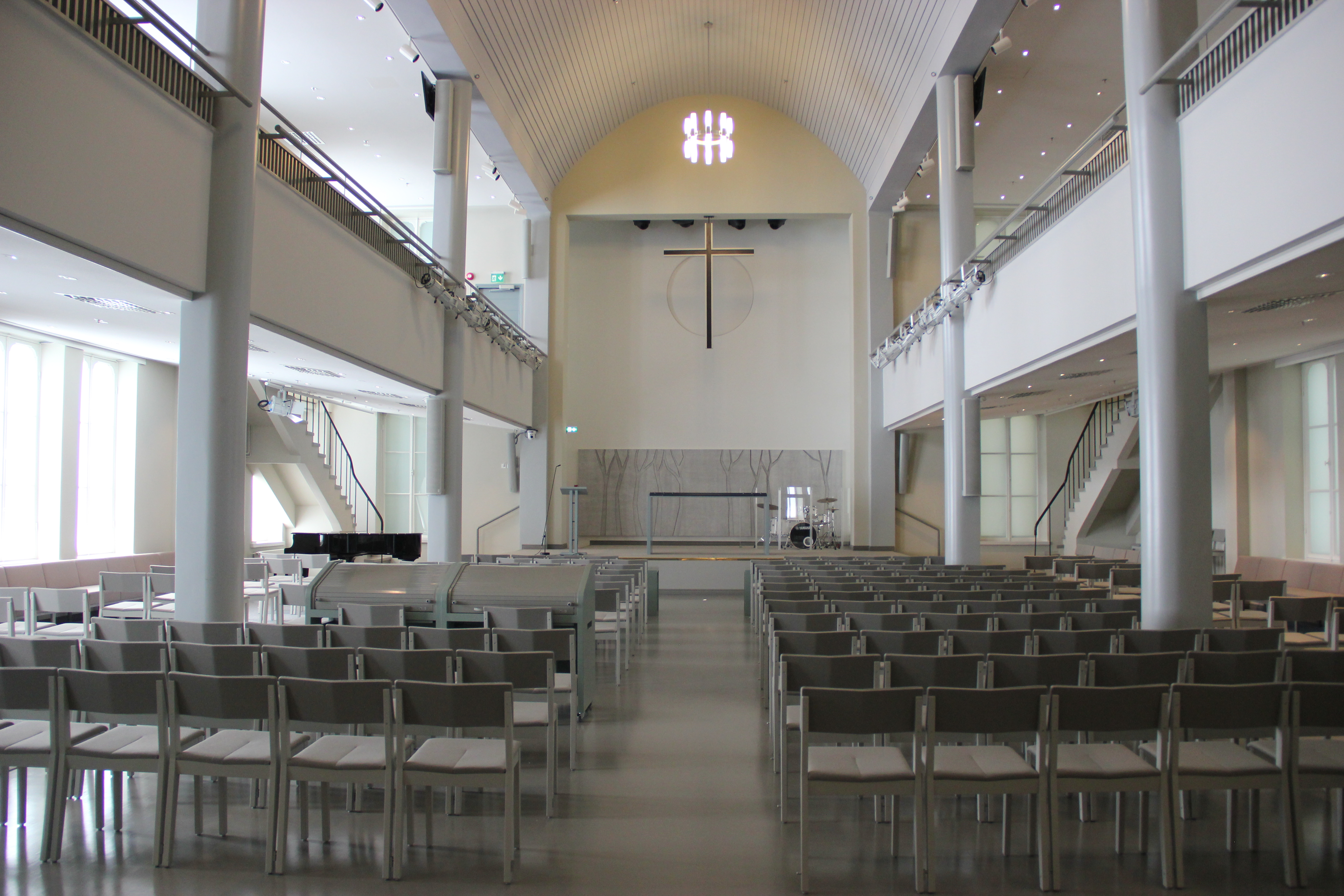
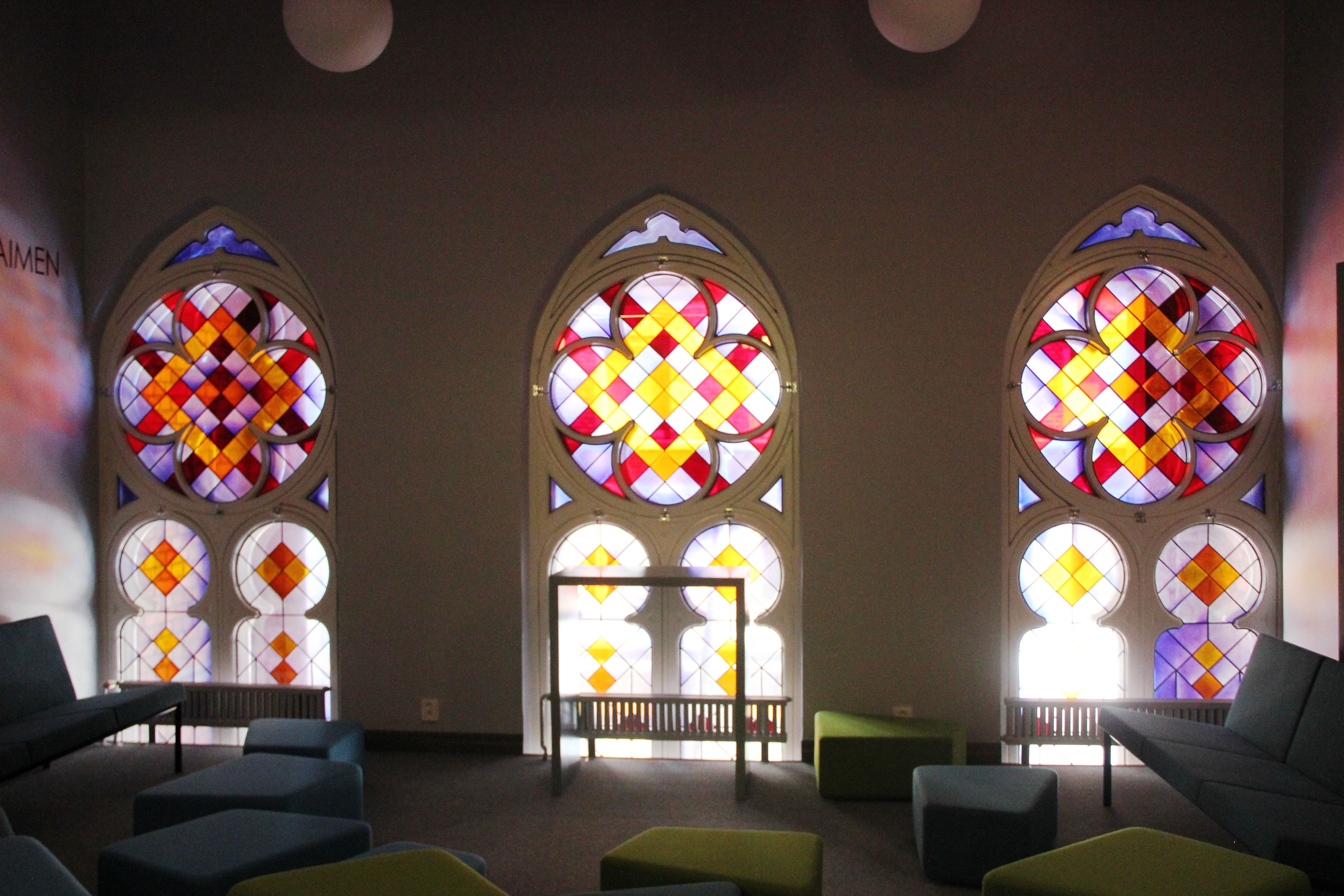
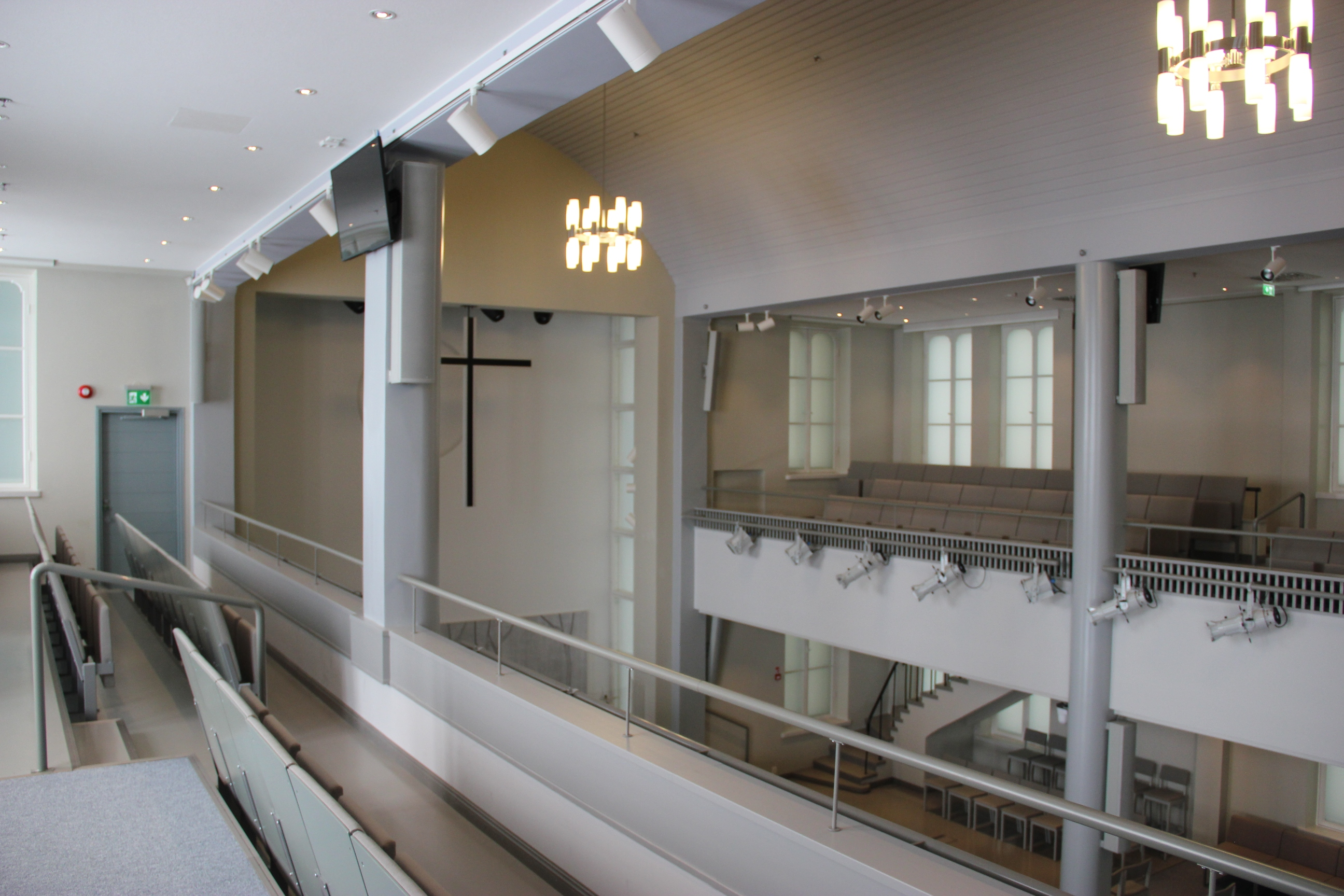